# 姜峰
姜峰（1970年2月27日—），是已经退役的中国足球运动员，曾经入选过中国国家队。

## 简述
姜峰很早就在足坛成名，1992年他从吉林队“转会”到了辽宁队，完成了中国足球职业化俱乐部化之前很少发生的球员流动，并且辽宁队还为此支付了费用，更属罕见。不过1993年国内足球联赛因为全运会而停办，而姜峰仍然代表吉林参赛，并且凭借出色表现进入了国家队。
1994年，正值上升期的姜峰却再次成为焦点人物，他在甲A联赛中蹬踏倒地的上海申花球员吴承瑛的小腹，加上比赛通过电视向全国直播，引起轩然大波。最终姜峰被中国足协禁赛一年，成为中国职业联赛早期最著名的球场暴力事件之一。